# Black Market Music
Black Market Music är musikgruppen Placebos tredje album från 2000.

## Låtlista
1. Taste In Men
2. Days Before You Came
3. Special K
4. Spite & Malice
5. Passive Aggressive
6. Black-Eyed
7. Blue American
8. Slave To The Wage
9. Commercial For Levi
10. Haemoglobin
11. Narcoleptic
12. Peeping Tom
13. Black Market Blood (Gömd låt)

## Singlar
- Taste In Men
- Slave To The Wage
- Special K
- Black-Eyed